# 초이락 리부트 시리즈
《초이락 리부트 시리즈》는 2017년 하반기에 출시된 대한민국의 장난감 제품으로, 초이락컨텐츠팩토리에서 개발과 생산을 하였으며, 2017년부터 2018년까지 손오공이 유통을 맡았다. 

## 작품
- 《터닝메카드 R》 (2017년 ~ 2018년) (KBS 2TV) (15분 애니)
- 《요괴메카드》 (1기 ~ 2기(왕마)) (2018년 ~ 2019년) (대교어린이TV(1기) → 카툰네트워크 코리아(2기(왕마))) (15분 애니)